# Huy chương Lorentz
Huy chương Lorentz là một giải thưởng được trao mỗi bốn năm một lần bởi Viện Hàn lâm Nghệ thuật và Khoa học Hoàng gia Hà Lan. Giải được lập vào năm 1925 nhân dịp kỷ niệm 50 năm học vị tiến sĩ của Hendrik Lorentz. Huy chương bằng vàng của giải được trao cho những đóng góp quan trọng trong lĩnh vực Vật lý lý thuyết, mặc dù trong quá khứ trong số các người nhận giải cũng là các nhà hoạt động ở phòng thí nghiệm. Nhiều cá nhân đoạt giải này sau đó cũng đoạt Giải Nobel.

## Người đoạt giải
| Năm  | Người đoạt giải                   |  |
| ---- | --------------------------------- |  |
| 2014 | Michael Berry                     |  |
| 2010 | Edward Witten                     |  |
| 2006 | Leo P. Kadanoff                   |  |
| 2002 | Frank Wilczek                     |  |
| 1998 | Carl Wieman và Eric Allin Cornell |  |
| 1994 | Alexander Polyakov                |  |
| 1990 | Pierre-Gilles de Gennes           |  |
| 1986 | Gerard 't Hooft                   |  |
| 1982 | Anatole Abragam                   |  |
| 1978 | Nicolaas Bloembergen              |  |
| 1974 | John H. van Vleck                 |  |
| 1970 | George Uhlenbeck                  |  |
| 1966 | Freeman J. Dyson                  |  |
| 1962 | Rudolph E. Peierls                |  |
| 1958 | Lars Onsager                      |  |
| 1953 | Fritz London                      |  |
| 1947 | Hendrik A. Kramers                |  |
| 1939 | Arnold Sommerfeld                 |  |
| 1935 | Peter Debye                       |  |
| 1931 | Wolfgang Ernst Pauli              |  |
| 1927 | Max Planck                        |  |